# Réaux sur Trèfle
Pour les articles ayant des titres homophones, voir Réo et Réau.
Pour les articles homonymes, voir réal.
Réaux sur Trèfle est, depuis le 1er janvier 2016, une commune nouvelle française située dans la Charente-Maritime en région Nouvelle-Aquitaine. Elle est issue du regroupement des trois anciennes communes de Réaux, Moings et Saint-Maurice-de-Tavernole.

## Géographie

### Communes limitrophes
Les communes limitrophes sont  Allas-Champagne, Arthenac, Champagnac, Jonzac, Meux, Neuillac, Saint-Germain-de-Lusignan et Sainte-Lheurine.
| Neuillac                  | Sainte-Lheurine  | Arthenac        |
| Saint-Germain-de-Lusignan | Réaux sur Trèfle | Allas-Champagne |
| Jonzac                    | Champagnac       | Meux            |

## Urbanisme

### Typologie
Au 1er janvier 2024, Réaux sur Trèfle est catégorisée commune rurale à habitat dispersé, selon la nouvelle grille communale de densité à 7 niveaux définie par l'Insee en 2022.
Elle est située hors unité urbaine. Par ailleurs la commune fait partie de l'aire d'attraction de Jonzac, dont elle est une commune de la couronne,. Cette aire, qui regroupe 35 communes, est catégorisée dans les aires de moins de 50 000 habitants,.

## Toponymie
Le toponyme de Réaux pourrait être issu du latin regalis qui signifie « royal », avec le sens de « domaine royal », présentant une ancienne dépendance ayant fait partie du domaine royal. Une autre hypothèse fait remonter les origines de Réaux à un substrat gaulois généralement associé au toponyme Roto + Ialo « le passage de la plaine ».
En 2016, lors de la création de la commune nouvelle de Réaux-sur-Trèfle, a été ajouté au toponyme la mention du Trèfle, cours d'eau qui traverse la commune.

## Histoire
La création de la nouvelle commune, le 1er janvier 2016, a entraîné la transformation des trois anciennes communes en « communes déléguées » dont la création a été entérinée par l'arrêté du 6 juillet 2015
La commune de Réaux-sur-Trèfle est plus souvent vu comme un village sportif car depuis bientôt un siècle, plusieurs sports se partagent le lieu historique du centre culturel sportif où quelques édifices du club omnisports du Trèfle Sportif Réaulais surnommé le TSR font alors leur apparition :
- Le stade de football, terrain acheté en 1924 et toujours utilisé après plusieurs générations par le club du Trèfle Sportif Réaulais bientôt centenaire.
- Le terrain de tennis pour la première fois utilisé pendant l'année 1942 qui fut ensuite laissé à l'abandon depuis une dizaine d'années à la suite de la suppression du club, un projet de relance est en cours.
- La piscine municipale qui a été inaugurée le 4 aout 1946 qui fut à l'époque la première piscine municipale du département de la Charente-Maritime qui a pu voir la création du club de Natation, du premier club de natation synchronisée mixte de France et à partir de 1950 la section water-polo fut lancée et Réaux deviendra alors champion de Centre Ouest en 1975.

## Politique et administration
| Période      | Période | Identité     | Étiquette | Qualité |
| ------------ | ------- | ------------ | --------- | ------- |
| janvier 2016 | 2020    | Guy Brotteau | DVD       |         |

| Nom                        | Code Insee | Intercommunalité         | Superficie (km2) | Population (dernière pop. légale) | Densité (hab./km2) |
| -------------------------- | ---------- | ------------------------ | ---------------- | --------------------------------- | ------------------ |
| Réaux (siège)              | 17295      | CC de la Haute Saintonge | 8,96             | 476 (2013)                        | 53                 |
| Moings                     | 17238      | CC de la Haute Saintonge | 7,57             | 180 (2013)                        | 24                 |
| Saint-Maurice-de-Tavernole | 17371      | CC de la Haute Saintonge | 3,92             | 136 (2013)                        | 35                 |

## Population et société

### Démographie
L'évolution du nombre d'habitants est connue à travers les recensements de la population effectués dans la commune depuis sa création.

En 2022, la commune comptait 773 habitants, en évolution de −6,87 % par rapport à 2016 (Charente-Maritime : +4,04 %, France hors Mayotte : +2,11 %).
| 2014 | 2015 | 2020 | 2022 |
| ---- | ---- | ---- | ---- |
| 805  | 825  | 781  | 773  |

## Culture locale et patrimoine

### Lieux et monuments
- Moulin de Laage, Réaux
- Piscine municipale de Réaux
- Église Saint-Maurice de Saint-Maurice de Tavernol
- Église Saint-Vincent de Réaux
- Église Saint-Martin de Moings.